# Vaucelle
Vaucelle war ein französischer Hersteller von Automobilen.

## Unternehmensgeschichte
Das Unternehmen begann 1951 (nach einer anderen Quelle 1952) mit der Produktion von Automobilen. Der Markenname lautete Vaucelle. 1953 endete die Produktion. Es entstanden nur wenige Fahrzeuge.

## Fahrzeuge
Das einzige Modell Strop war ein Kleinstwagen mit vier Rädern. Die offene Karosserie bestand aus Stahl. Das Fahrzeug war 260 cm lang und bot Platz für zwei Personen. Für den Antrieb sorgte ein Einbaumotor von Aubier & Dunne aus Saint-Amand-les-Eaux. Der Einzylinder-Zweitaktmotor mit 125 cm³ Hubraum war vorne im Fahrzeug montiert. Er trieb über eine Kette die Hinterachse an. Auf ein Differenzial wurde verzichtet.